# Phổ Châu
Phổ Châu là một xã thuộc thị xã Đức Phổ, tỉnh Quảng Ngãi, Việt Nam.

## Địa lý
Xã Phổ Châu là xã cực nam của thị xã Đức Phổ, đồng thời là xã cực nam của tỉnh Quảng Ngãi, có vị trí địa lý:
- Phía đông giáp Biển Đông
- Phía tây và phía nam giáp tỉnh Bình Định
- Phía bắc giáp phường Phổ Thạnh.

Xã Phổ Châu có diện tích 19,85 km², dân số năm 2005 là 5.280 người, mật độ dân số đạt 266 người/km².

## Lịch sử
Sau năm 1945, địa bàn xã Phổ Châu hiện nay thuộc xã Phổ Thạnh, huyện Đức Phổ.
Từ năm 1954 đến năm 1958, chính quyền Sài Gòn chia xã Phổ Thạnh thành xã Phổ Thạch và xã Phổ Châu thuộc quận Đức Phổ. Chính quyền cách mạng cũng thực hiện tương tự nhưng xã Phổ Thạch vẫn được gọi là xã Phổ Thạnh.
Sau năm 1975, địa bàn xã Phổ Châu cũ lại thuộc xã Phổ Thạnh, huyện Đức Phổ.
Ngày 23 tháng 6 năm 1999, thành lập xã Phổ Châu trên cơ sở 1.985 ha diện tích tự nhiên và 4.675 nhân khẩu của xã Phổ Thạnh.
Ngày 1 tháng 2 năm 2020, thành lập thị xã Đức Phổ trên cơ sở toàn bộ diện tích và dân số của huyện Đức Phổ, xã Phổ Châu thuộc thị xã Đức Phổ.